# Paraleptophlebia calcarica
Paraleptophlebia calcarica is een haft uit de familie van de Leptophlebiidae. De wetenschappelijke naam van de soort is voor het eerst geldig gepubliceerd in 1988 door Rowbotham & Allen.
De soort komt voor in het Nearctisch gebied.